# Bouchon de radiateur
Pour les articles homonymes, voir Bouchon et radiateur.
Le bouchon de radiateur, ou mascotte, est une forme de bouchon de radiateurs automobile à mascotte artistique, emblématique, allégorique, décorative ou porte-bonheur, de certaines marques de prestige de l'histoire de l'automobile, à l'image des figures de proue de navire. Depuis la disparition des radiateurs apparents, il est placé sur le capot, au-dessus de l'emplacement supposé du radiateur.

## Symbolique
Il symbolise en général de façon artistique et allégorique l'image de marque de la voiture, reprenant souvent son logo, et indiquait parfois (d'après sa fonction d'origine) la température de l'eau du radiateur par un thermomètre.
Par exemple, le bouchon de radiateur des véhicules de marque Peugeot est un lion menaçant sur un rocher, puis une tête de lion, gueule ouverte sur quatre crocs, déclinée sous de nombreuses formes avec le temps. Le lion rampant est l'emblème héraldique de la Franche-Comté où Peugeot a ses premières usines. Et celui de la marque Jaguar est, comme on pouvait s'y attendre, un jaguar bondissant. Le bouchon de radiateur des premières voitures de marque Chrysler, dans les années 1920, pouvait représenter soit un sceau accompagné d'un ruban, soit deux ailes.
Le plus célèbre est sans doute la statuette Spirit of Ecstasy (Esprit d'Extase) emblème des automobiles Rolls-Royce depuis 1911, lequel est parfois en argent ou même en or. Depuis 2004, les modèles de la marque disposent d'un système qui permet de rétracter la statuette, lors du stationnement par exemple, à titre de sécurité et d'antivol .

Quelques exemples de bouchons de radiateur
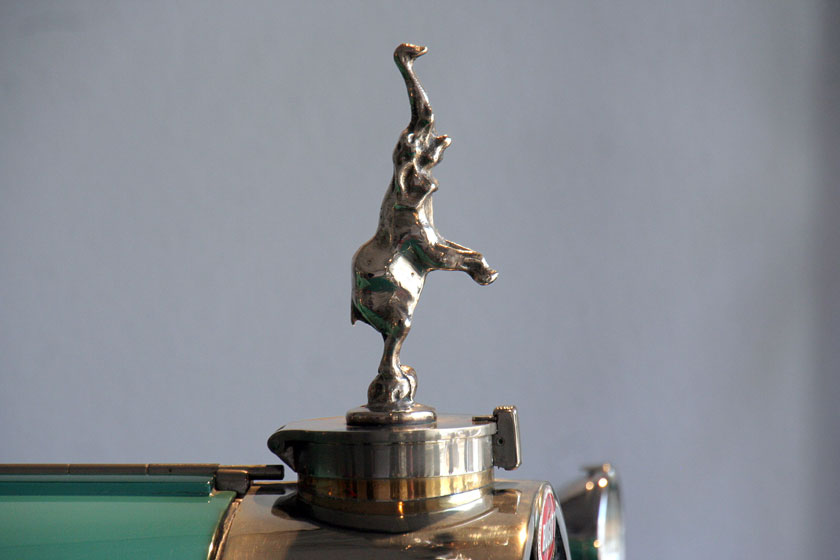
Éléphant dressé de Bugatti Royale, de Rembrandt Bugatti (1920).
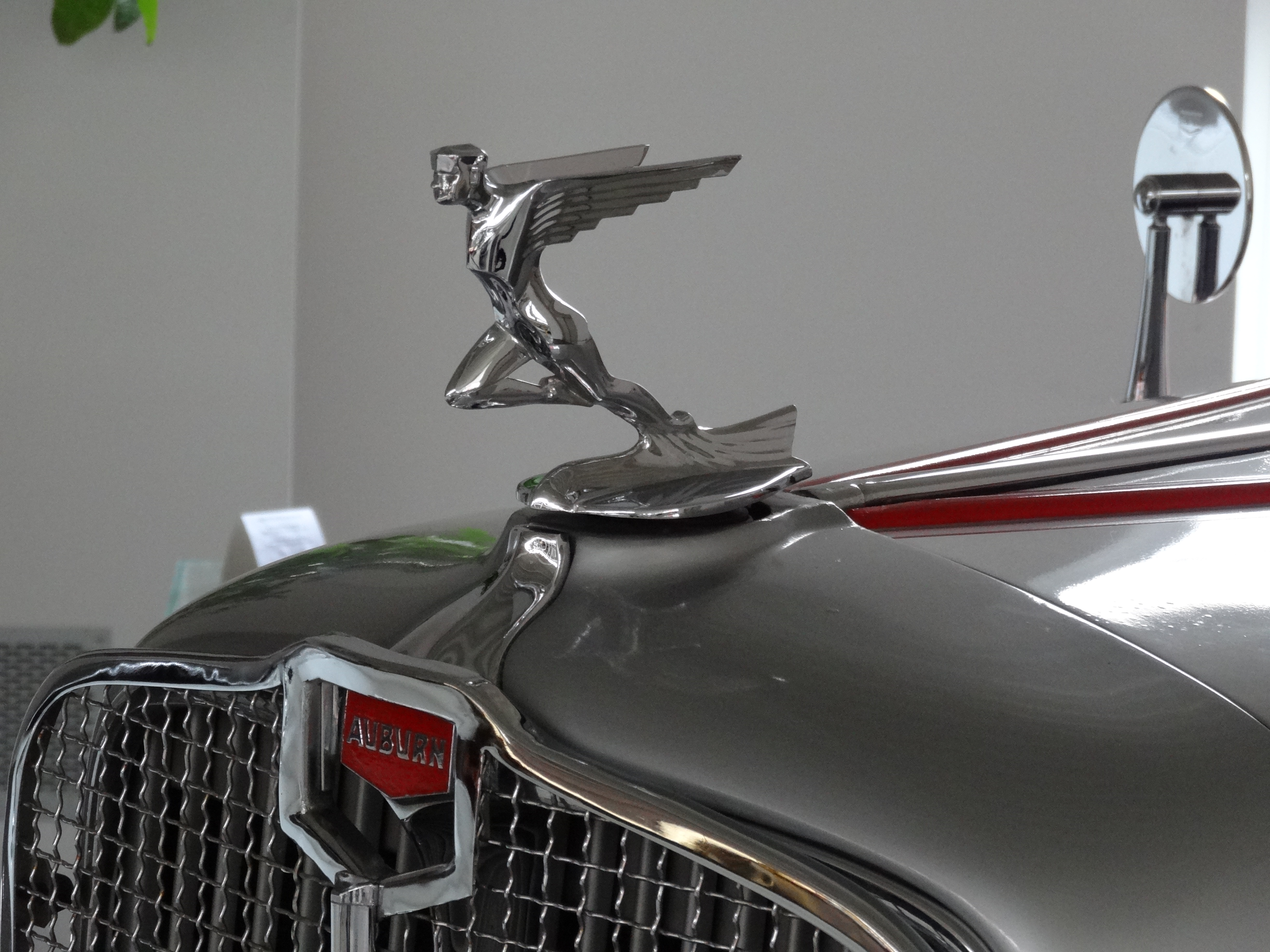
Ornithoptère Art déco Auburn.
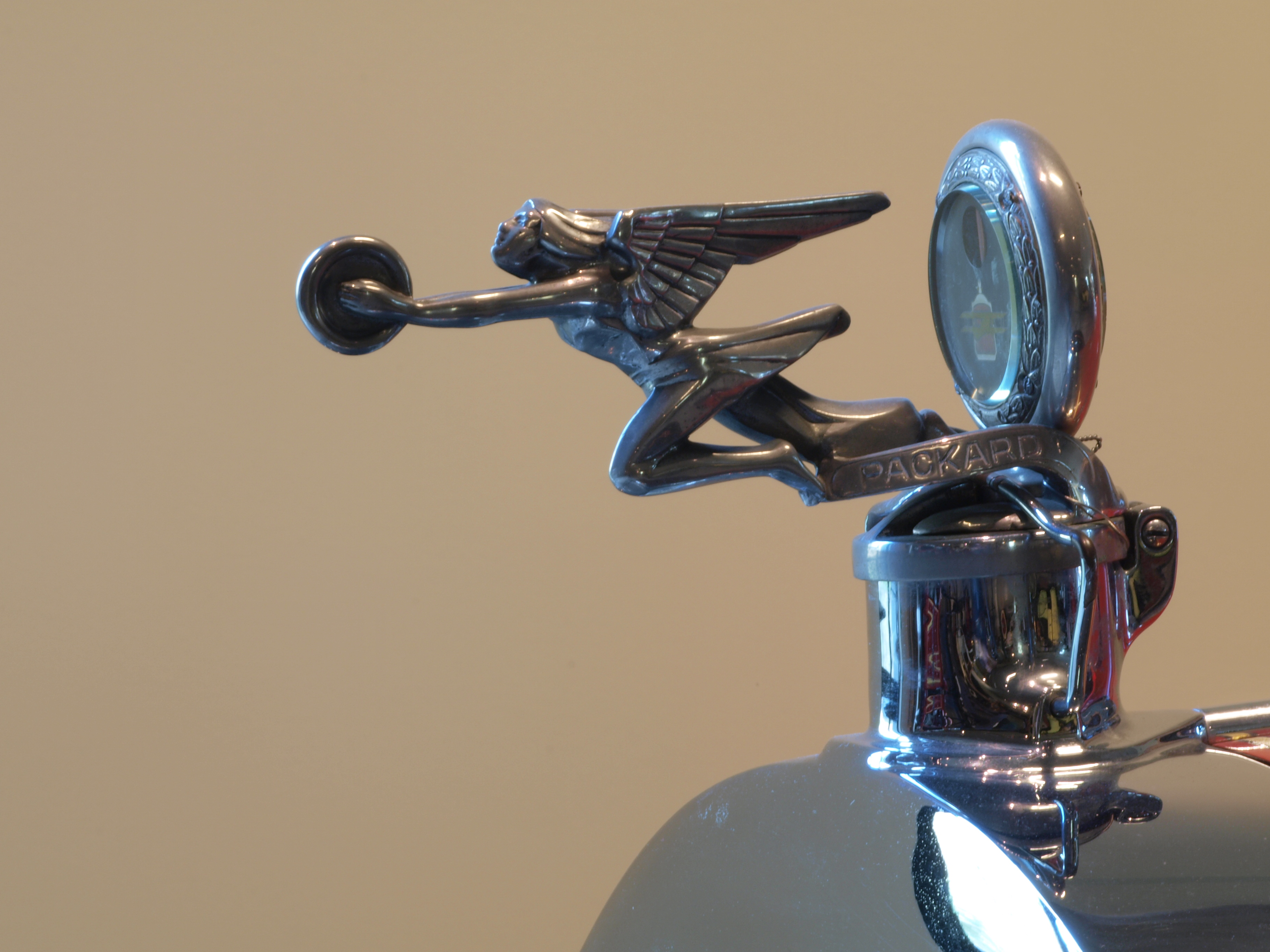
Goddess of Speed Packard  (Déesse de la vitesse).
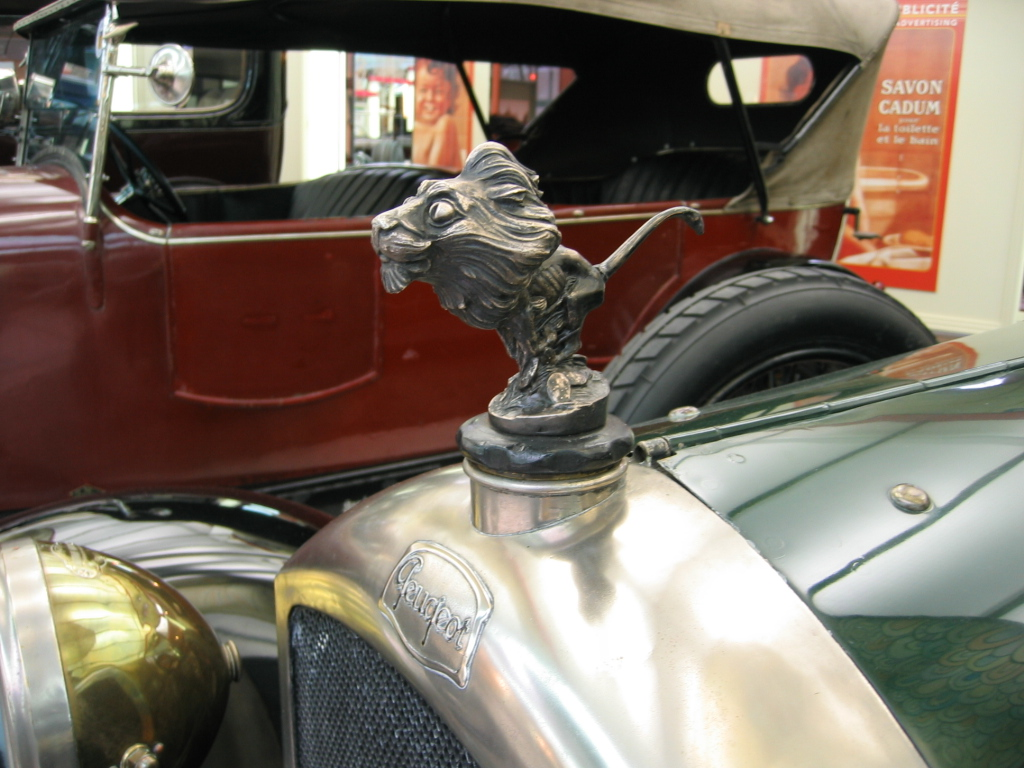
Lion Peugeot.
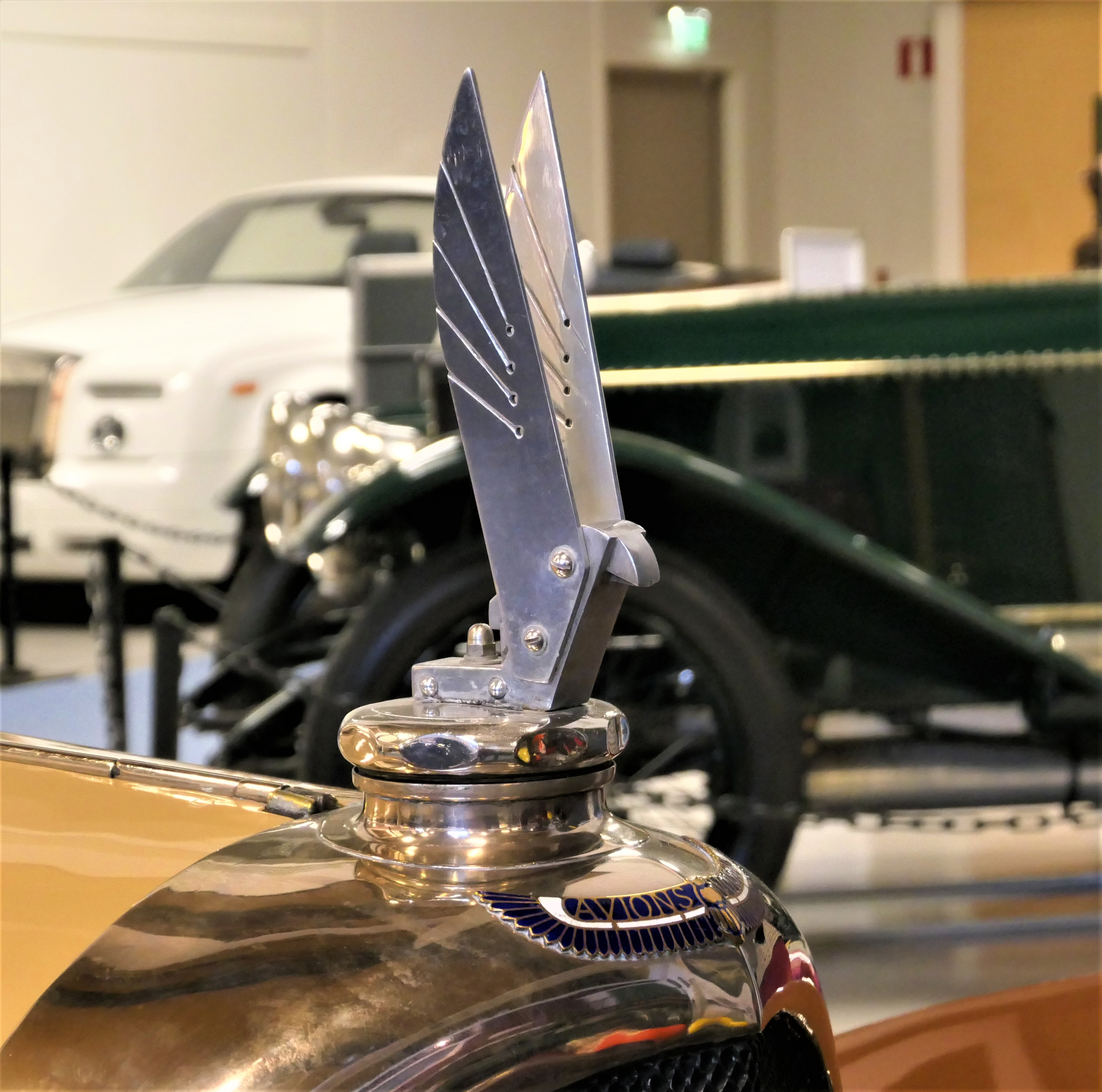
« Cocotte » Art déco Avions Voisin.
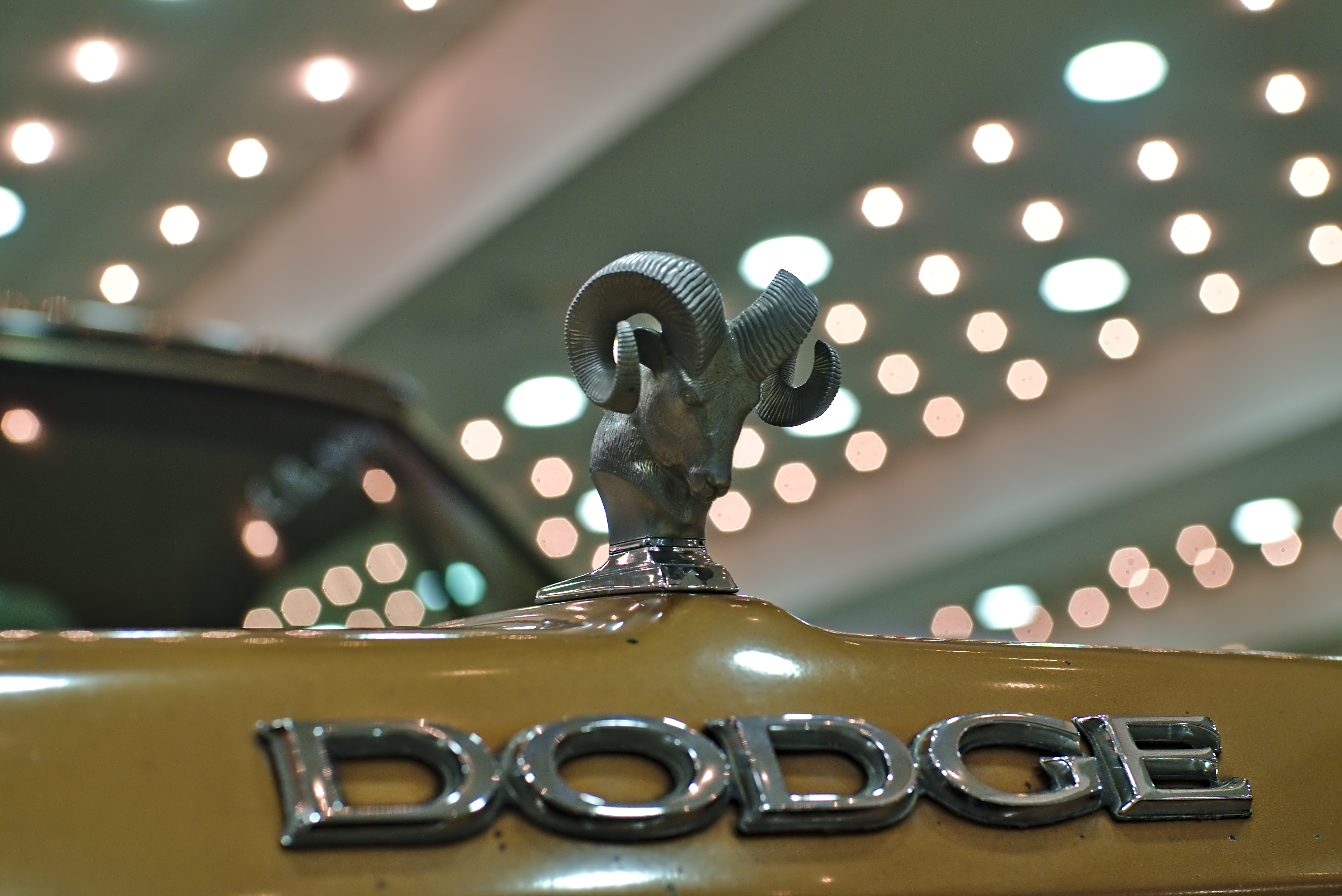
Bélier Dodge (1938).
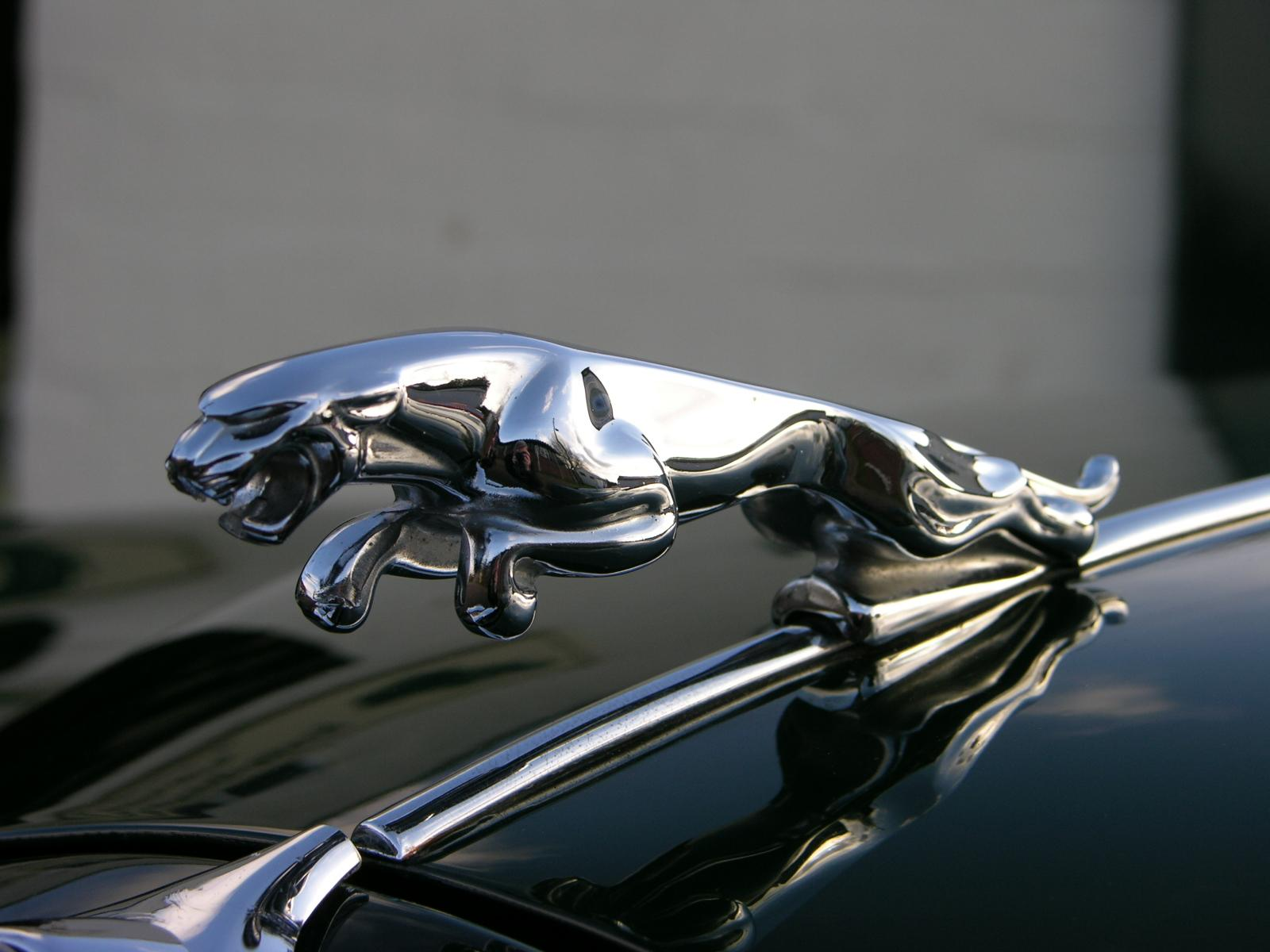
Jaguar (1966).
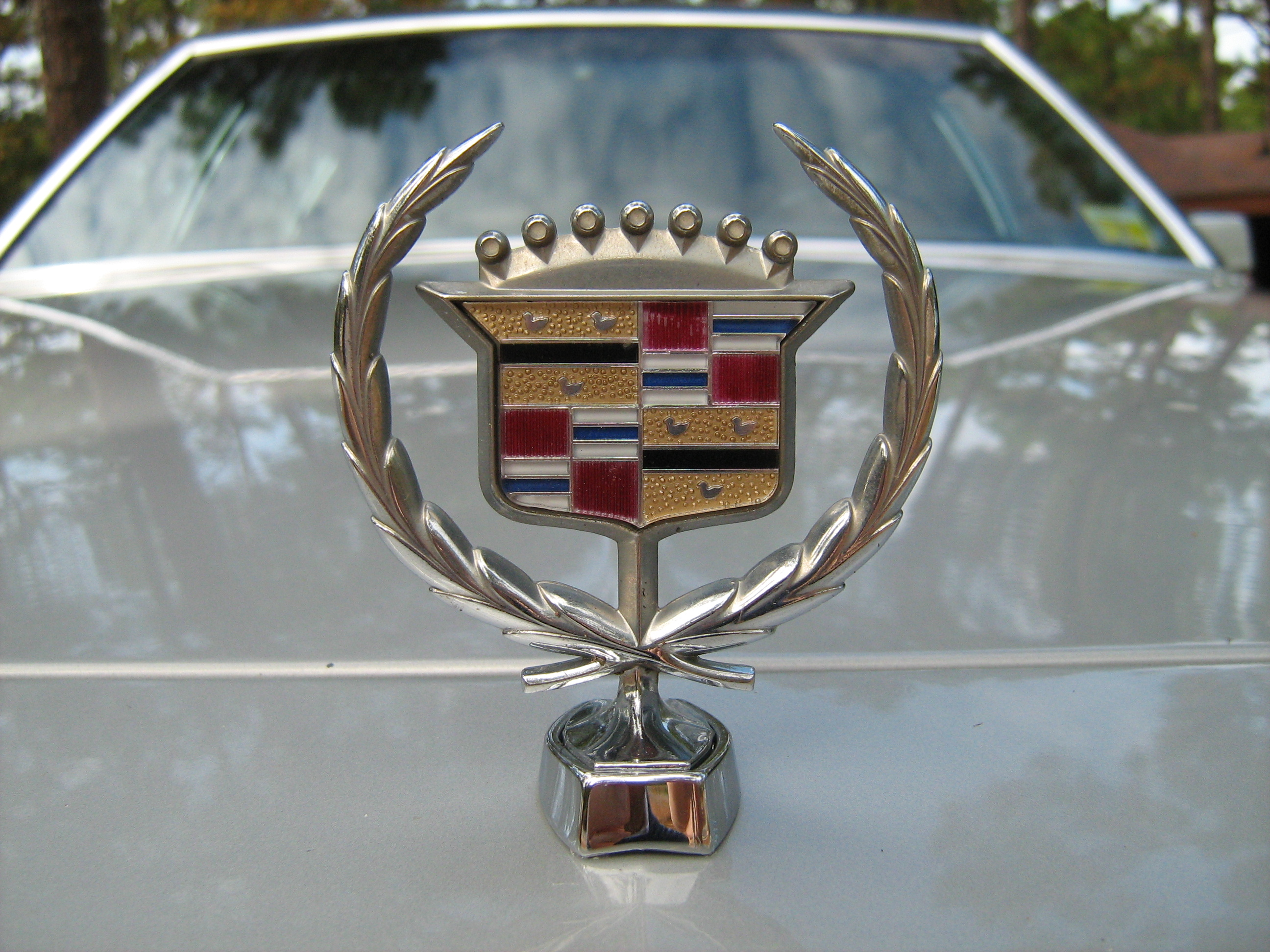
Écusson Cadillac (1989).
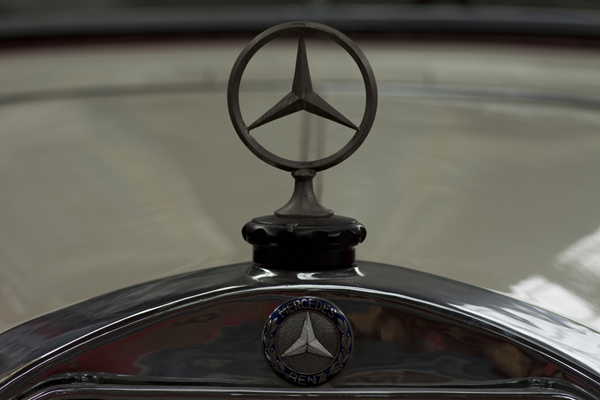
Étoile à trois branches Mercedes-Benz (1909).
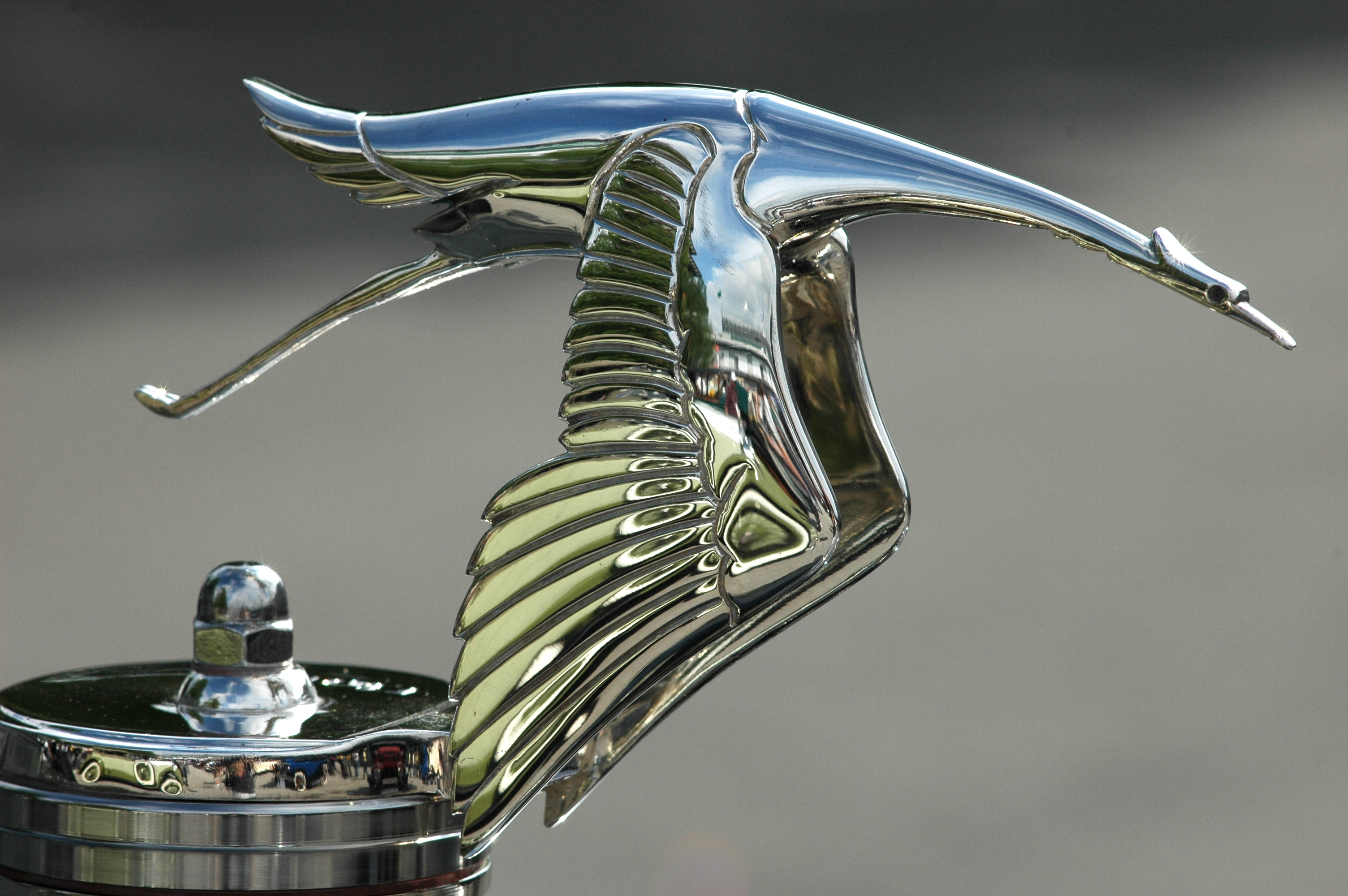
Cigogne Hispano-Suiza.
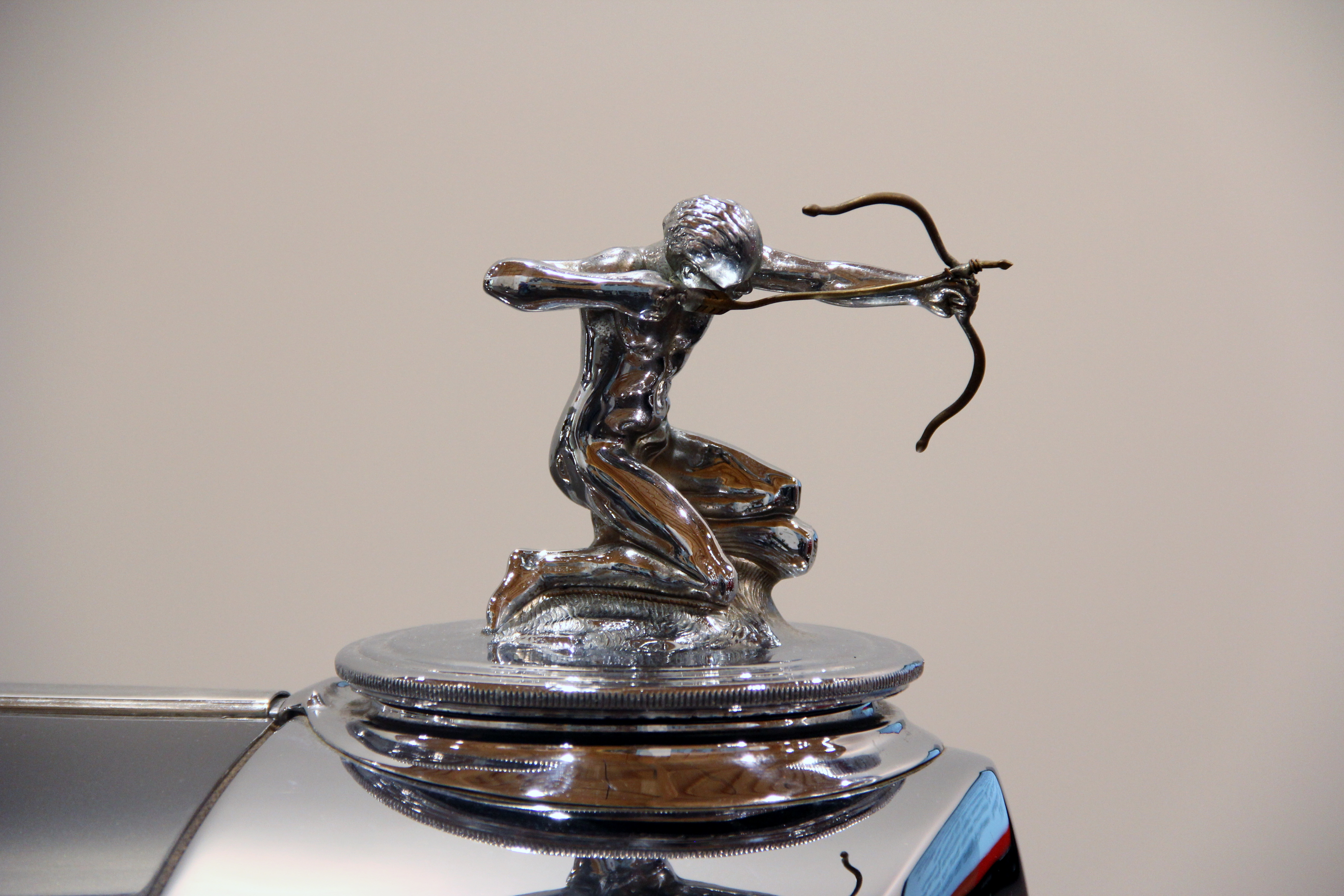
Archer Pierce-Arrow.
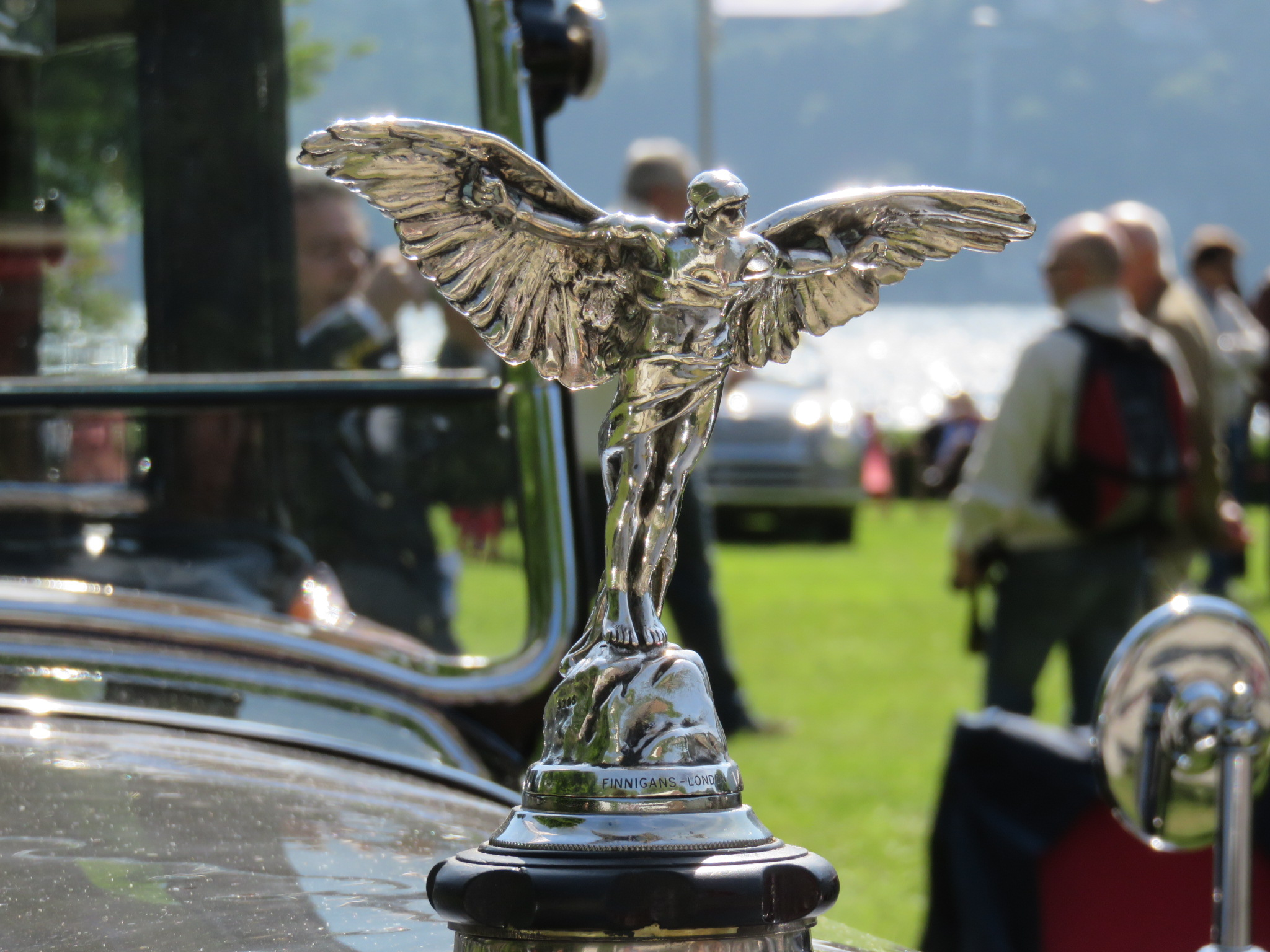
Icare Farman.
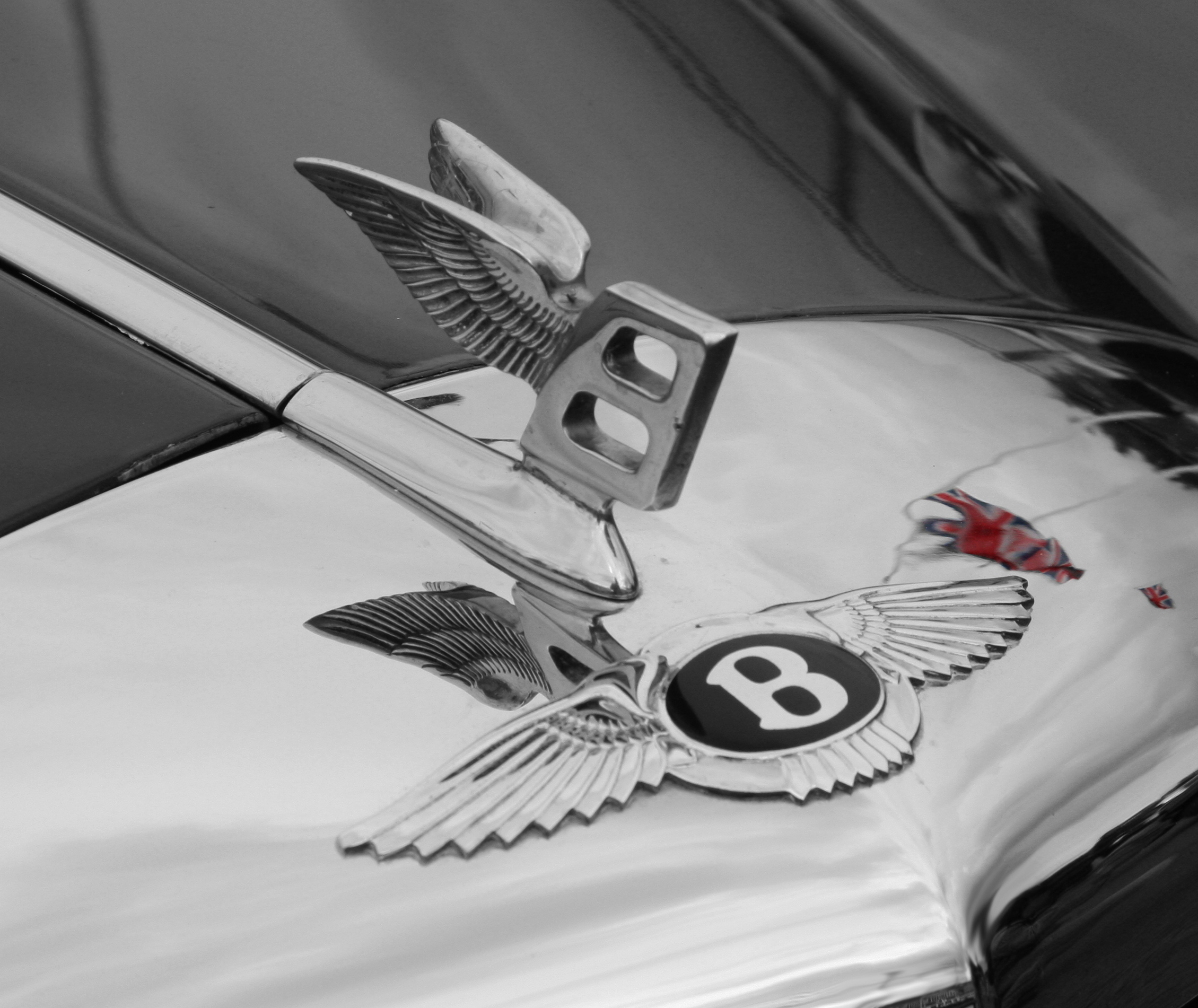
Flying B Bentley.